# JKP GRAS Sarajevo

Logo der JKP GRAS Sarajevo

JKP GRAS Sarajevo (Javno Komunalno Preduzeće – Gradski Saobraćaj Sarajevo, übersetzt: Öffentliches Kommunales Unternehmen – Städtischer Verkehr Sarajevo) ist das kommunale Verkehrsunternehmen der bosnischen Hauptstadt Sarajevo. Es betreibt die Straßenbahn Sarajevo, den Oberleitungsbus Sarajevo sowie diverse Omnibus-Linien. Die Geschichte geht auf das Jahr 1953 zurück (Generalnog sistema povlastica [GSP]).

## Buslinien

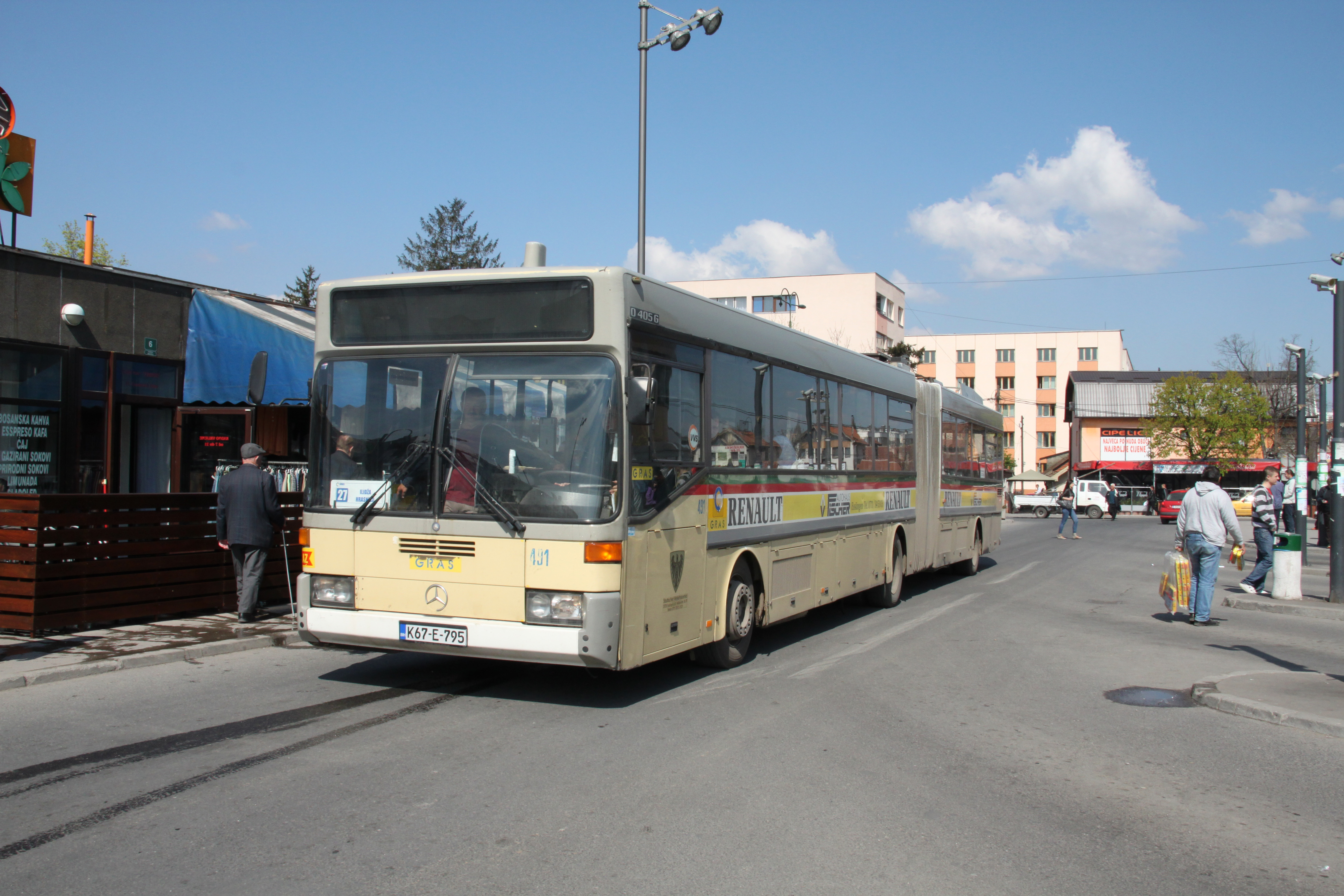
Ehemals Esslinger Duo-Bus des Typs O 405 GTD, seit 2004 als reiner Dieselbus im Einsatz

Das Unternehmen betreibt rund 80 Buslinien, wobei zwischen Bus und Minibus unterschieden wird. Seit einiger Zeit existieren auch međuentitetske linije, also Linien, die eine Verbindung zu den in der Republika Srpska gelegenen Stadtteilen und Vororten im Süden und Osten, beispielsweise nach Lukavica und Trnovo, herstellen.